# 能力値
能力値（のうりょくち、attributes, ability scores）とは、ロールプレイングゲームなどのゲームで使用される用語のひとつ。

## 概要
能力値とは、ゲーム内での扱いのために数値化された、キャラクターを構成する能力のことである
。
キャラクターのひとつの能力値が、人間の平均値より高ければ、その能力は平均よりも優れているということになる。
その逆に、人間の平均値より低ければ、その能力は平均よりも劣っているということになる。

## 能力値の項目
能力値の項目として何を採用するのかは、それぞれのゲームによって異なっている。
例えば、世界で最初のロールプレイングゲームであるダンジョンズ&ドラゴンズでは、以下の能力値が採用されている
。
- 筋力 - 腕力や、肉体の力を使いこなす技量を表す。
- 敏捷力 - 機敏さ、反射神経、平衡感覚を表す。
- 耐久力 - 健康状態や、疲労に耐える持久力を表す。
- 知力 - どれだけ優れた学習能力と論理的思考能力を持つかを表す。
- 判断力 - 意志力、思慮分別、知覚力、直観を表す。
- 魅力 - 個性の強さ、弁舌の巧みさ、統率力、肉体的な美しさを表す。

## 行為判定
テーブルトークRPGでは、能力値は行為判定の成功率に影響する基準値として使用される。
下方判定では、一般的に能力値がそのまま基準値となり、指定されたダイスを振って基準値以下の出目であれば、行為判定は成功となる。
上方判定では、指定されたダイスを振って出目に能力値（あるいは能力値から算出される修正値）を足し、
GMの指定した目標値以上の数値になれば、行為判定は成功となる。